# Доброшрифт
Доброшрифт — проект благотворительного фонда «Подарок ангелу», направленный на привлечение внимания широкой аудитории к проблемам людей с ДЦП. Проект приурочен ко Дню поддержки людей с церебральным параличом.
Генеральным продюсером проекта «Доброшрифт» является российский продюсер Анастасия Валерьевна Приказчикова.

## История
Проект «Доброшрифт» был создан в 2019 году с целью привлечения внимания широкой аудитории к проблемам людей с ДЦП.
Идея проекта состояла в том, чтобы 33 ребёнка с диагнозом «детский церебральный паралич» написали по одной букве, которые в итоге составят новый шрифт под названием «Доброшрифт». Подопечные фонда «Подарок Ангелу» в течение нескольких дней на реабилитационных занятиях рисовали символы-буквы в специальных прописях. Затем дизайнеры превратили эти символы в полноценный шрифт. На сайте проекта под изображением каждой рукописной буквы алфавита опубликована короткая история жизни ребёнка, который создал этот конкретный символ. Набор «Доброшрифта» включает русскую алфавитную раскладку и набор цифр от 0 до 9. По условиям пользования шрифта запрещается использовать его в коммерческих целях.
Цель проекта — собрать средства в благотворительный фонд «Подарок Ангелу» на индивидуальные программы по реабилитации детей с диагнозом детский церебральный паралич и помощь для их семей (медикаменты, специализированные предметы мебели, одежда и игрушки).
Вся прибыль от продажи продукции, представленной на сайте, перечислялась в фонд «Подарок Ангелу».
Проект приурочен ко Всемирному дню церебрального паралича (англ. World Cerebral Palsy Day), который отмечается каждую первую среду октября с 2012 года. Инициаторами создания такой даты стали организации Cerebral Palsy Alliance (Австралия) и United Cerebral Palsy (США).
В 2024 году «Доброшрифт» совместно с медиахолдингом МАЕР запустили проект «Телеграмма добра» на медиафасадах от Москвы до Владивостока. В июне этого же года проект «Доброшрифт» был впервые представлен на ПМЭФ, где стал официальным социальным партнером фонда Росконгресс. Темой стенда социального проекта «Доброшрифт» стало изменение отношения к маломобильным людям через новые медиа и социально значимый контент.
В 2024 году у проекта «Доброшрифт» появился музыкальный манифест ST Х Доброшрифт «Быть добру». Его премьера состоялась в день поддержки людей с ДЦП — 2 октября.

## Организаторы проекта
Организаторами проекта выступил благотворительный фонд «Подарок Ангелу», который оказывает помощь в реализации физической и логопедической реабилитации детей в партнёрских реабилитационных центрах и медицинских центрах при поддержке Управления делами Президента РФ. Генеральным партнером стал российский банк «Росбанк». Фонд «Подарок Ангелу» совместно с «Росбанком» запустил образовательную программу для подростков с ДЦП, которая предусматривает обучение подростков с ДЦП от 15 до 18 программированию и СУБД, работе в графических редакторах, web-дизайну, продвижению и оптимизации сайтов, 3D-моделированию, видеомонтажу, САПР, работе в сфере информационной безопасности и т. д. Программа нацелена на повышение конкурентоспособности людей с диагнозом ДЦП на рынке труда и на создание возможности обеспечивать себя самостоятельно.
В 2023 году партнером кампании стала платформа добрых дел ДОБРО.РФ.

## Реакция общественности
В первый год проведения кампании организаторы предложили устроить флешмоб и использовать «Доброшрифт» 2 октября в медиа-пространстве всем, кто неравнодушен к людям с ДЦП. Более 400 компаний, среди которых СМИ, государственные компании и банки, операторы связи, спортивные клубы и др. поменяли надписи на логотипах с обычного шрифта на рукописный и использовали его в постах в социальных сетях.
Мессенджер Viber создал специальные стикеры с надписями, выполненными этим шрифтом. Столото выпустил специальный тираж моментальных лотерей, в дизайне которых использовался «Доброшрифт». Более 100 блогеров и звёзд надели толстовки с надписями, которые были написаны шрифтом, созданным детьми с ДЦП, и выложили фото с информацией о проекте в социальные сети. Амбассадорами проекта стали актриса Ирина Горбачёва, кинорежиссёр Алексей Нужный, дизайнер Артемий Лебедев, музыканты Антон Беляев, Влад Топалов, Андрей Григорьев-Апполонов, рэпер FACE, комик с ДЦП Сергей Кутергин и многие другие российские знаменитости.
За сутки в соцсетях было опубликовано более 7 тыс. постов, которые набрали более 500 тыс. лайков, репостов и комментариев.
В 2020 году Леван Горозия выпустил клип на песню «Никто, кроме нас» в поддержку людей с детским церебральным параличом. Вырученные средства пошли на нужды подопечных фонда «Подарок Ангелу».

## Итоги проекта
Официально проект не имеет сроков завершения. По состоянию на 2023 год были достигнуты следующие результаты:
- проект охватил более 150 млн человек[18];
- 8,5 млн рублей получено в ходе благотворительных пожертвований (беспрецедентный результатом для акционной социальной кампании по оценкам российских экспертов[19].);
- 2 октября количество запросов «День ДЦП» превысило 1 млн;
- пользователи скачали «Доброшрифт» на сайте проекта более 10 000 раз;
- более 2 500 худи с «Доброшрифтом» было заказано на сайте, более 50 % заказов сделаны по специальному дизайну клиентов;
- 25 детей смогут получить дополнительные средства технической реабилитации, а также пройти обучающие IT-курсы;
- 25 детей смогут пройти годовые курсы физической реабилитации[20];
- Более 6000 экранов наружной рекламы в Москве и регионах транслировали обновленную кампанию «Доброшрифт» на 25 национальных языках народов России[21];
- Поддержку проекта, как эстафетную палочку, передавали спортивные клубы — ХК Салават Юлаев, ХК Металлург, ХК Трактор, ХК СКА, ХК Витязь, ФК Спартак, ФК Пари — Нижний Новгород[22].

## Премии и награды
- Effie Awards (6-кратный победитель)[23]
- Премия MIXX Russia Awards (2-кратный призёр)[24]
- Red Apple (4-кратный призёр)
- Tagline (4-кратный призёр)[25]
- Фестиваль «Среда»: золото в номинации «Типографика в айдентике»[26]
- Silver Mercury: золото в номинации «BEST PR CAMPAIGN FOR NON-PROFIT». Серебро в номинациях «BEST CREATIVE CAMPAIGN FOR NON-PROFIT» и «BEST MARKETING CAMPAIGN FOR NON-PROFIT»[27]

## Подобные шрифтовые проекты на социальные темы
В России
- Идея использовать шрифт, созданный людьми с диагнозом, вызывающим сложности в написании текста от руки, была ранее использована Центром «Антон тут рядом» благотворительного фонда «Выход в Петербурге». С 2013 года в рамках проекта взрослые люди с аутизмом изготавливают фирменные сувениры: блокноты, керамическую посуду, деревянные органайзеры для рабочего стола и другую продукцию ручной работы. По эскизам подопечных создается тиражная продукция: открытки, значки, текстильные сумки с надписями[28]. Затем изделия поступают в продажу. Проект преследует цель предоставить людям с аутизмом возможность обеспечивать себя самостоятельно.
- К 22 июня 2019 года RT совместно со студией Contrast Foundry создали шрифт «Май» в рамках специального проекта, посвящённого 75-летию победы в Великой Отечественной войне[29]. Шрифт составлен на основе реальных надписей, оставленных советскими солдатами на стенах Рейхстага, включает 499 символов и поддерживает 12 языков. Шрифт был опубликован в свободном доступе для скачивания спустя несколько недель после запуска проекта «Доброшрифт».

В зарубежных странах
- В октябре 2019 года дизайнер Таль Шуб опубликовал шрифт Greta Grotesk на основе почерка экологической активистки Греты Тунберг. Основой для шрифта послужили фотографии плакатов девушки. Дизайнер решил создать шрифт в знак уважения к посылу, который Грета Тунберг пытается донести до общества. По мнению Таля Шуба, шрифт может использоваться при создании любого рода лозунгов, связанных с вопросом изменения климата[30].

«Дождались-дождались, повезло-повезло». Всего пятнадцать-двадцать лет назад профессиональное сообщество страшно переживало, что тема шрифта и типографики никому не интересна, никто про шрифт знать не знает и думать не собирается. И вот за один месяц мы видим сразу три («Доброшрифт», «Страницы Победы» и шрифт «Май», создание шрифта Greta Grotesk) медийных проекта, в которых главную роль играет не текст, не картинка, не звук, а шрифтовой файл otf. <…> Давайте просто сделаем зарубку.
— Юрий Остроменцкий, графический и шрифтовой дизайнер, бывший арт-директор журнала «Большой город».